# گشنیتزباخ
گشنیتزباخ رودخانه‌ای در تیرول اتریش به طول تقریباً ۲۰ کیلومتر است که از طریق گشنتزتال جاری می‌شود و در قسمت ویپتال به سیل می‌پیوندد.

## حوزه آبگیر و آبرسانی
حوضه آبریز گشنیتزباخ حدود ۱۱۲ کیلومتر مربع است، که ۲٫۱ کیلومترمربع (تقریباً ۲٪) در بالاترین ارتفاع حوضه آبریز، یخ زده‌است.
'متوسط آب‌دهی سالانه گشنیتزباخ بر حسب مترمکعب بر ثانیه) 

Erhebungszeitraum 1951–2009, Quelle

## محیط زیست
با شروع از منطقه محلی گشنیتز، نفوذ انسان توسط ساختارهای اقتصادی، آلودگی فاضلاب و به‌طور مرتب بارور کردن مناطق کشاورزی زیاد می‌شود. دمای گشنیتزباخ همیشه زیر ۱۳ درجه سانتیگراد است. کلاس کیفیت آب رودخانه در کل دوره I تا II استو زیستگاه مناسبی برای ماهی‌ها ارائه می‌دهد.